# جيمس وايتهيد (لاعب كريكت بريطاني)
جيمس وايتهيد (8 يوليو 1890 - 13 مارس 1919)  (بالإنجليزية: James Whitehead)‏ هو لاعب كريكت بريطاني.